# Roureda de Josep
La Roureda de Josep era un bosc de roures del terme municipal de Castell de Mur, a l'antic terme de Mur, en territori del poble de Vilamolat de Mur, al Pallars Jussà.
Està situat al nord-oest del poble, a sota i al nord de Casa Josep. És a llevant de lo Carant del Duc, al sud-oest de la Costa i al sud-oest del Tros de Sant Gregori. El travessa el Camí de les Vinyes.